# سلمان بورميه
سلمان بورميه هو لاعب كرة قدم كويتي يشغل مركز الظهير الأيسر، ويمثّل نادي النصر في الدوري الكويتي الممتاز.

## المسيرة الرياضية
انضم سلمان إلى نادي النصر في يناير 2023 بعقد يستمر حتى يونيو 2027، وقد اشتهر بأسلوبه الدفاعي المتوازن ومهاراته في التحول للهجوم.
وُصف بأنه يُعد من اللاعبين القلائل الذين شاركوا في معظم مباريات فريقه، وقد حصل على لقب "أفضل لاعب" في الجولة الخامسة عشر لمستواه اللافت.

## المشاركات الدولية
مثل المنتخب الكويتي دوليًا، حيث ظهر لأول مرة في الفترة من يناير 2024، ومنذ ذلك الحين حاز على 5 مشاركات دون تسجيل أي أهداف.